# یواس‌اس سی-۵ (اس‌اس-۱۶)
یواس‌اس سی-۵ (اس‌اس-۱۶) (به انگلیسی: USS C-5 (SS-16)) یک زیردریایی بود که طول آن ۱۰۵ فوت ۴ اینچ (۳۲٫۱۱ متر) بود. این زیردریایی در سال ۱۹۰۸ ساخته شد.